# Troisfontaines
Troisfontaines (deutsch Dreibrunnen/früher Dreybronn(?)) ist eine französische Kleinstadt mit 1259 Einwohnern (Stand 1. Januar 2022) im Département Moselle in der Region Grand Est (bis 2015 Lothringen). Sie gehört zum Arrondissement Sarrebourg-Château-Salins und zum Kanton Phalsbourg.

## Geografie
Troisfontaines liegt im Tal der Bièvre in den Ausläufern der nördlichen Vogesen, etwa neun Kilometer südöstlich von Sarrebourg.
Zu Troisfontaines gehören die Ortsteile
- Vallérysthal (Vallerysthal) im Nordosten, das durch seine Glashütte – 1707 gegründet – bekannt ist,
- Biberkirch im Südwesten und der Weiler
- Freywald (Freiwald) im Südosten der Gemeinde.

Nachbargemeinden von Troisfontaines sind Brouderdorff und Plaine-de-Walsch im Norden, Hommert im Osten, Walscheid im Südosten, Abreschviller im Süden, Voyer im Südwesten sowie Hartzviller im Nordwesten.

## Geschichte
Das Dorf gehörte ab 1661 zu Frankreich. Nach dem Frieden zu Frankfurt am Main 1871 fiel der Ort an das Deutsche Reich beziehungsweise an das Reichsland Elsaß-Lothringen. Von 1871 bis 1919 gehörte der Ort zum Kreis Saarburg im Bezirk Lothringen. Der Ort trug während dieser Zeit den amtlichen Namen Dreibrunnen.
Ende des 19. Jahrhunderts war Dreibrunnen ganz überwiegend deutschsprachig.
Mit dem Versailler Vertrag musste der Ort wieder an die Französische Republik abgetreten werden. Im Zuge des Westfeldzugs wurde das Dorf erneut von deutschen Truppen besetzt und stand bis 1944 nochmals unter deutschen Verwaltung.
Im Ortsteil Vallérysthal entstand 1699 die 'Cristallerie de Vallérysthal', eine der ältesten französischen Kristallmanufakturen, die sich auf Tafelgläser spezialisiert hatte und für ihr hochwertiges Bleikristall bekannt war. Danach wurde zwischen 1830 und 1840 eine der ersten Uhrglas-Fabriken Europas gegründet, aus der der heutige Glasveredler Schott VTF (Verrerie de Troisfontaines) hervorging.

### Bevölkerungsentwicklung
| Jahr      | 1962 | 1968 | 1975 | 1982 | 1990 | 1999 | 2007 | 2019 |
| Einwohner | 1519 | 1552 | 1413 | 1344 | 1342 | 1315 | 1276 | 1256 |

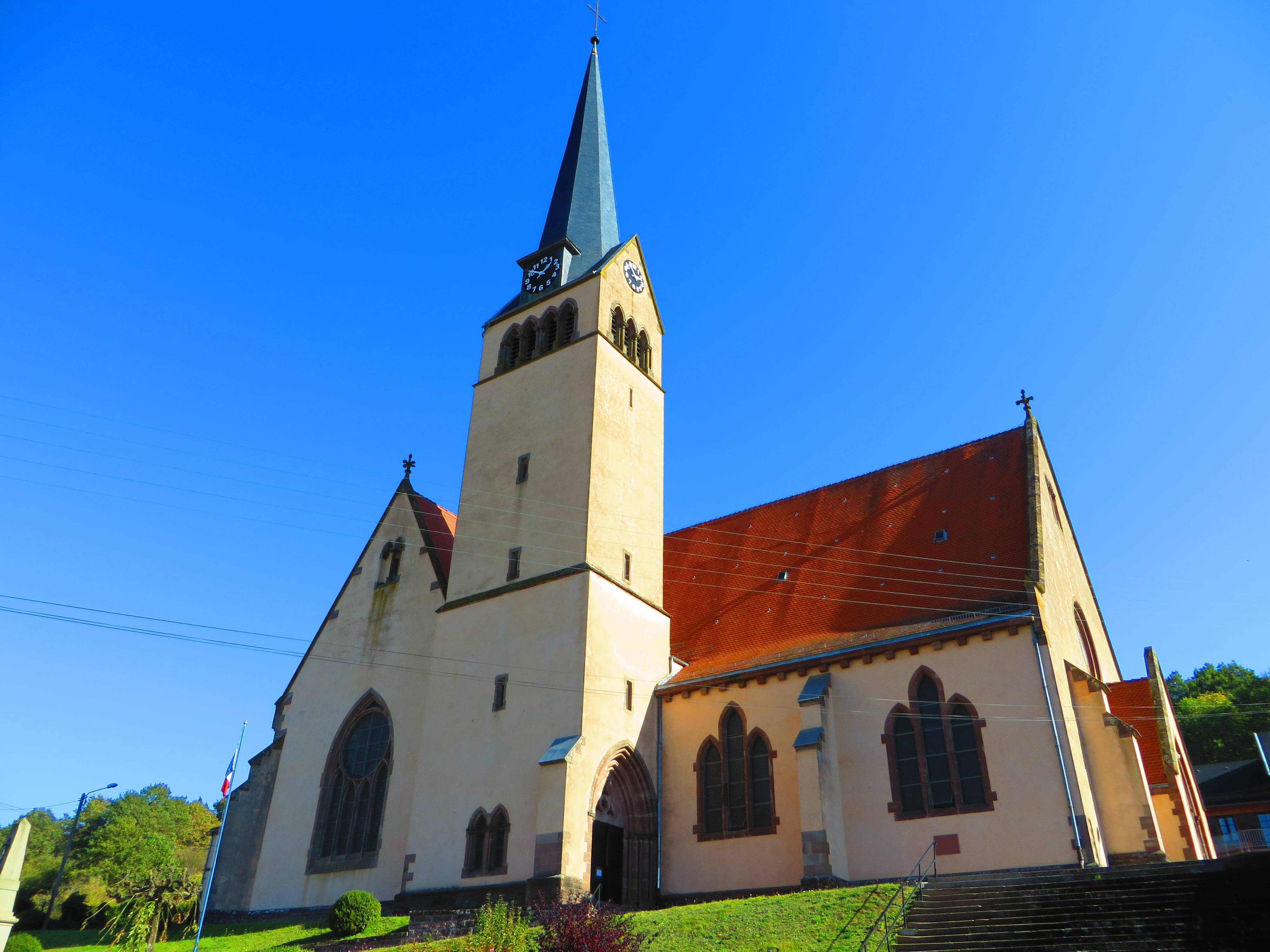
Kirche Saint-Léon-IX.
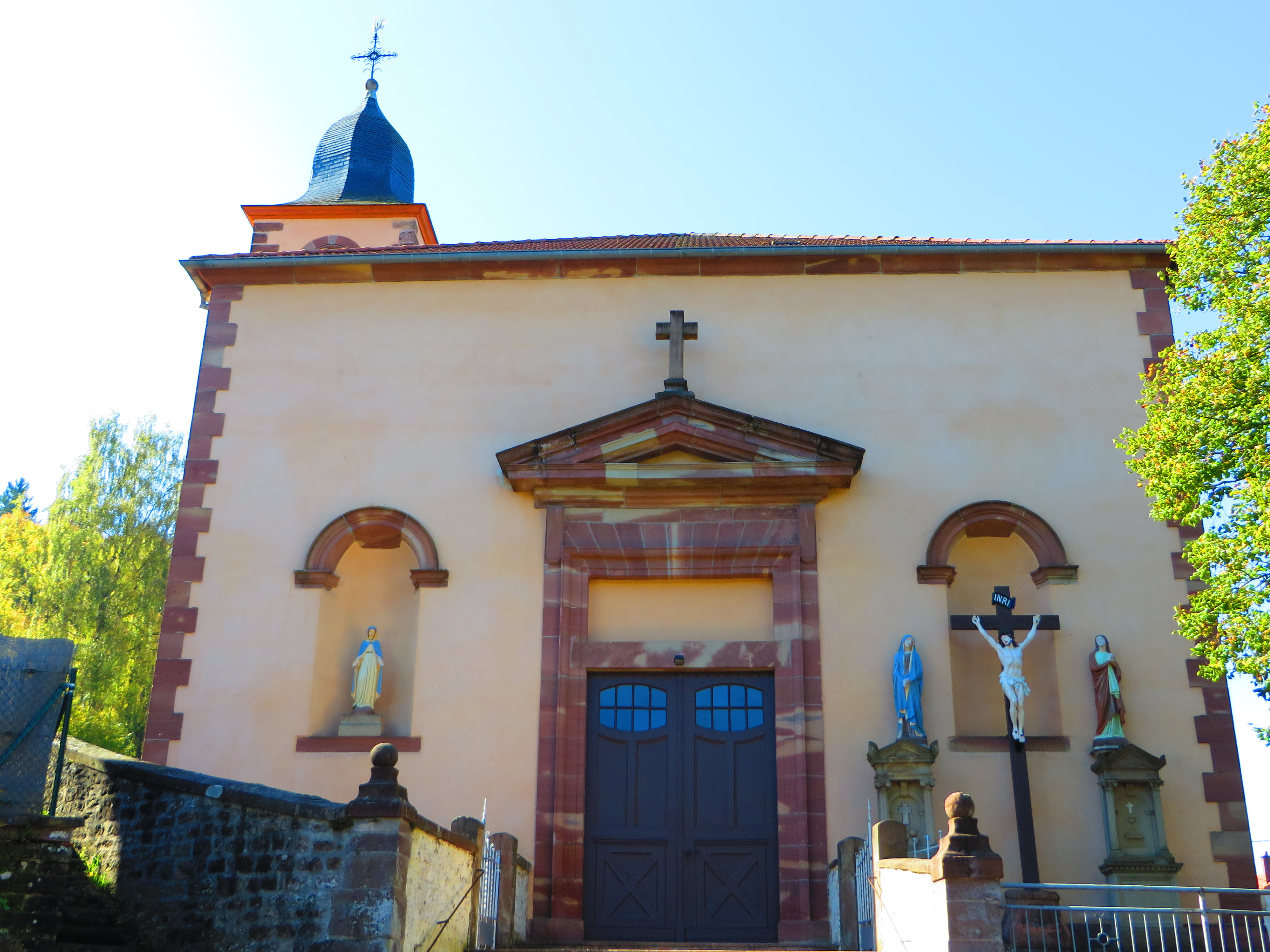
Kirche Saint-Nicolas im Ortsteil Biberkirch
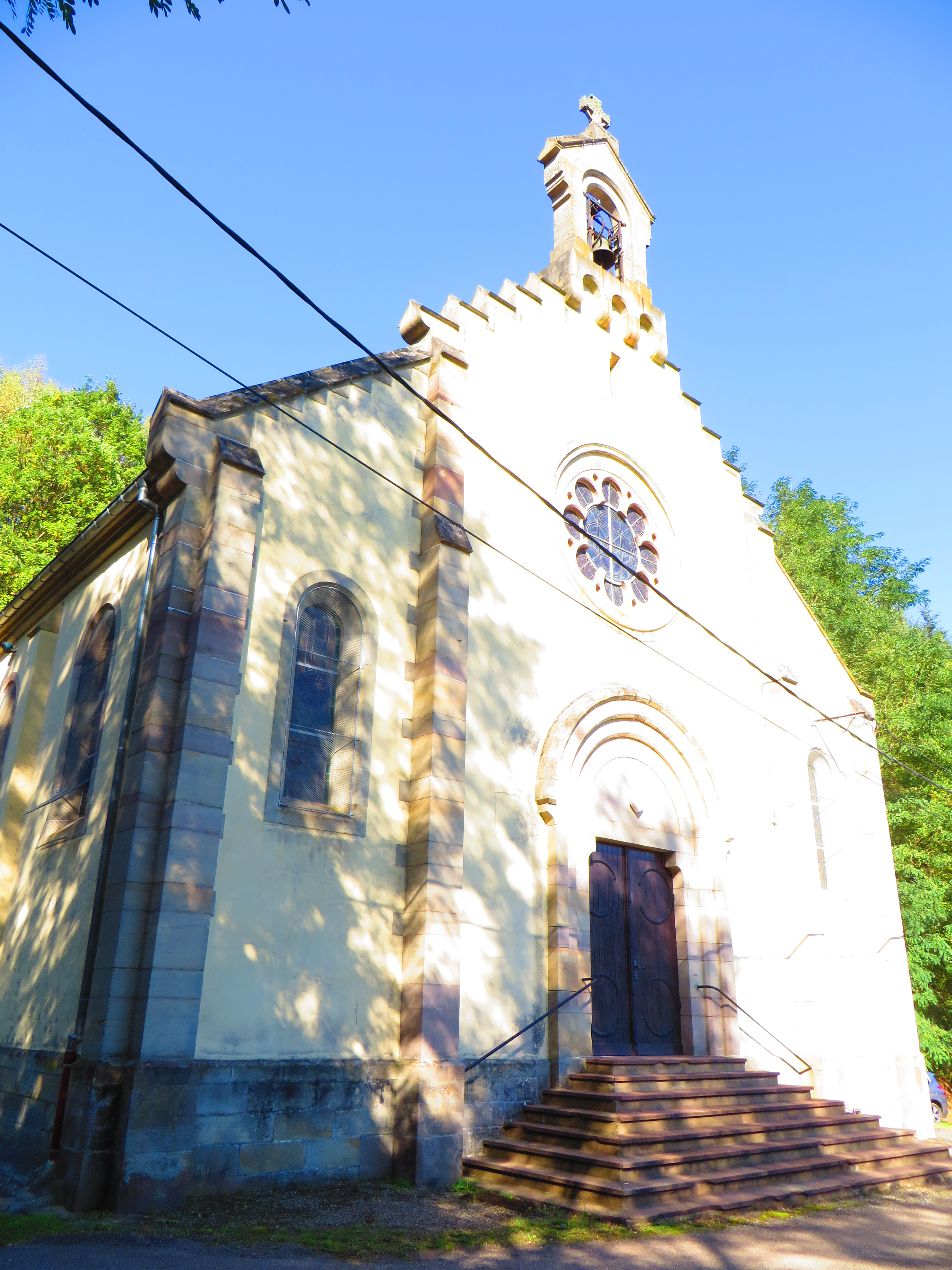
Kapelle Saint-Augustin im Ortsteil Vallérysthal
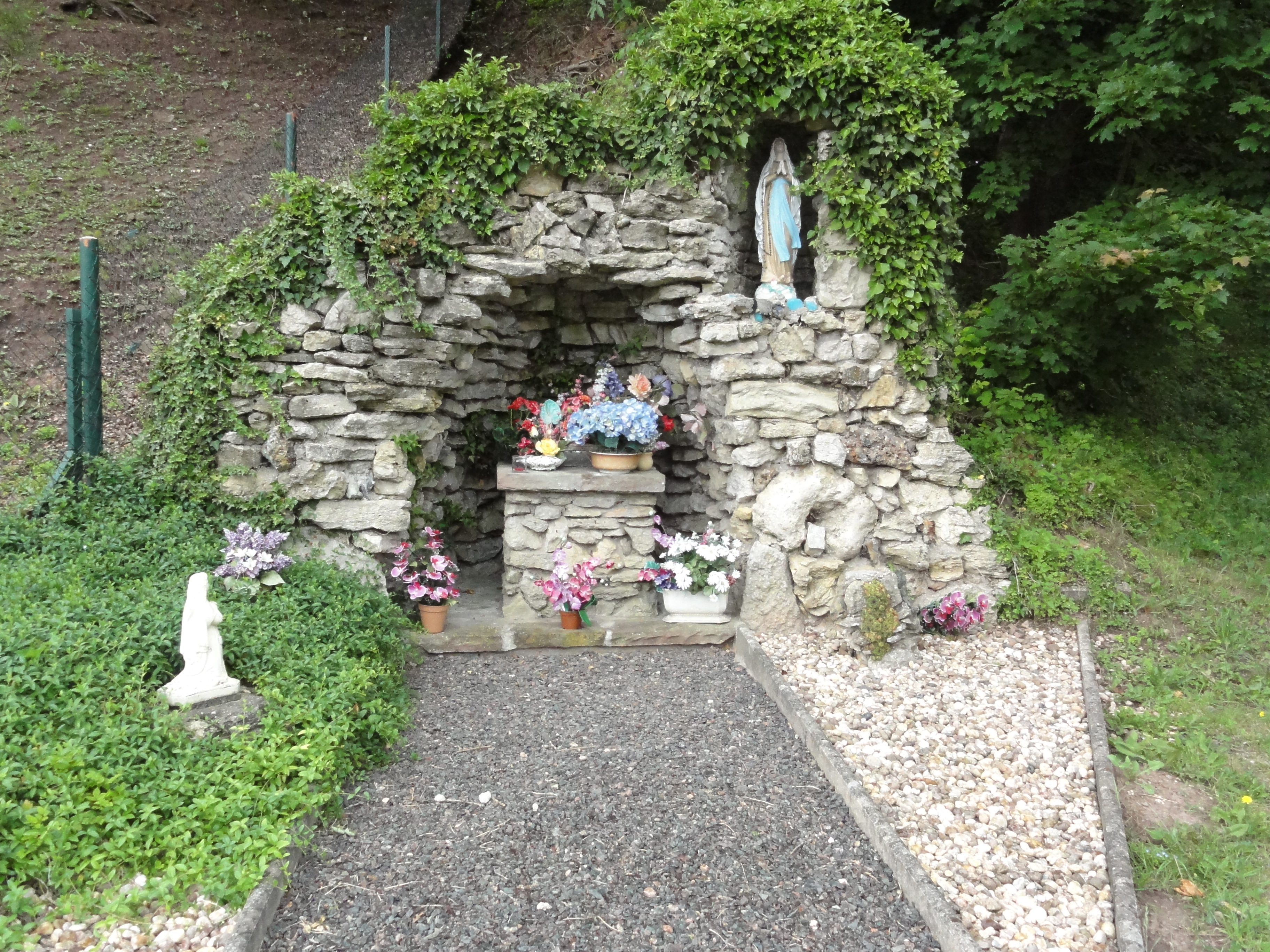
Replik einer Lourdesgrotte in Vallérysthal
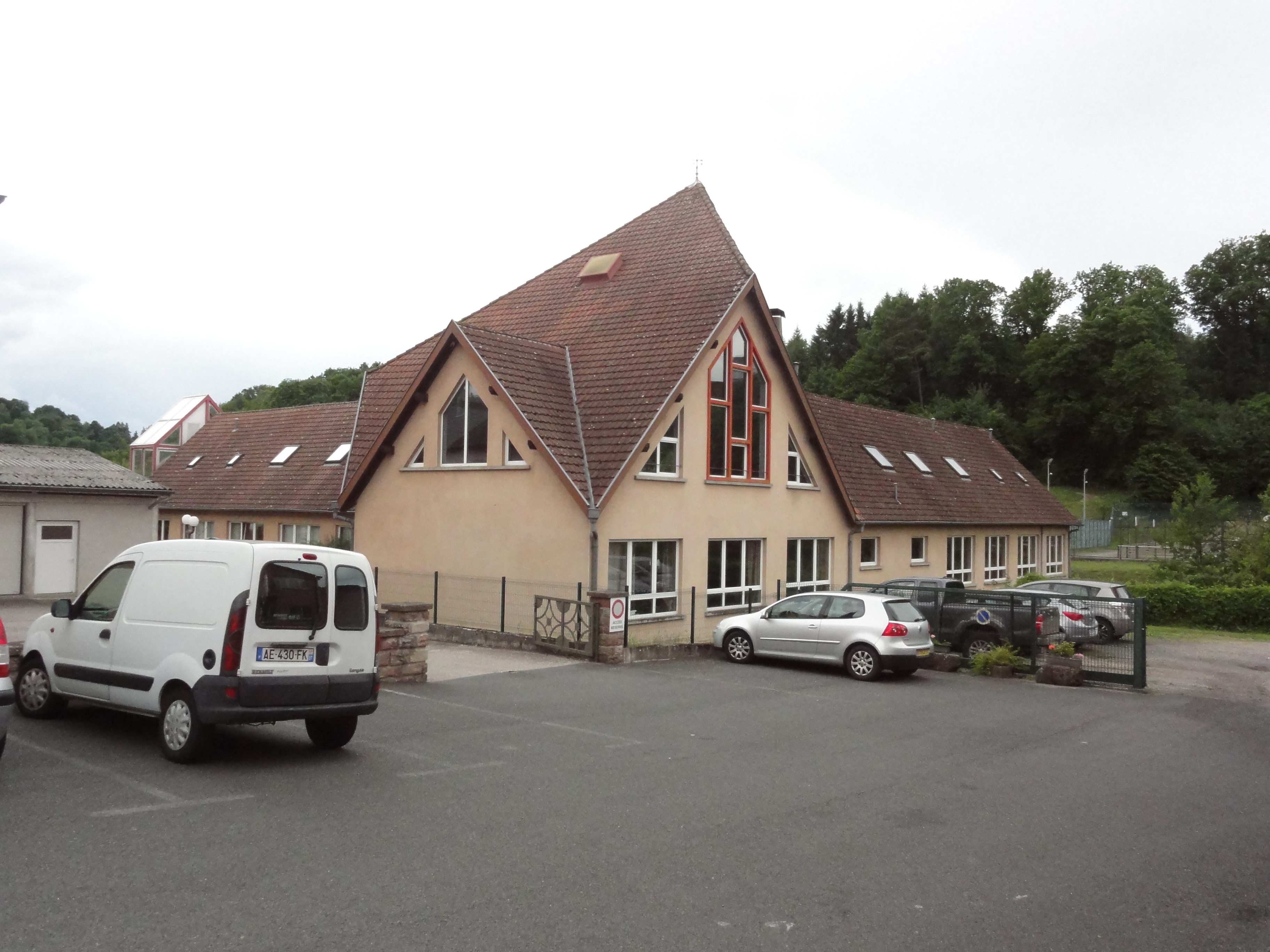
Schule in Troisfontaines
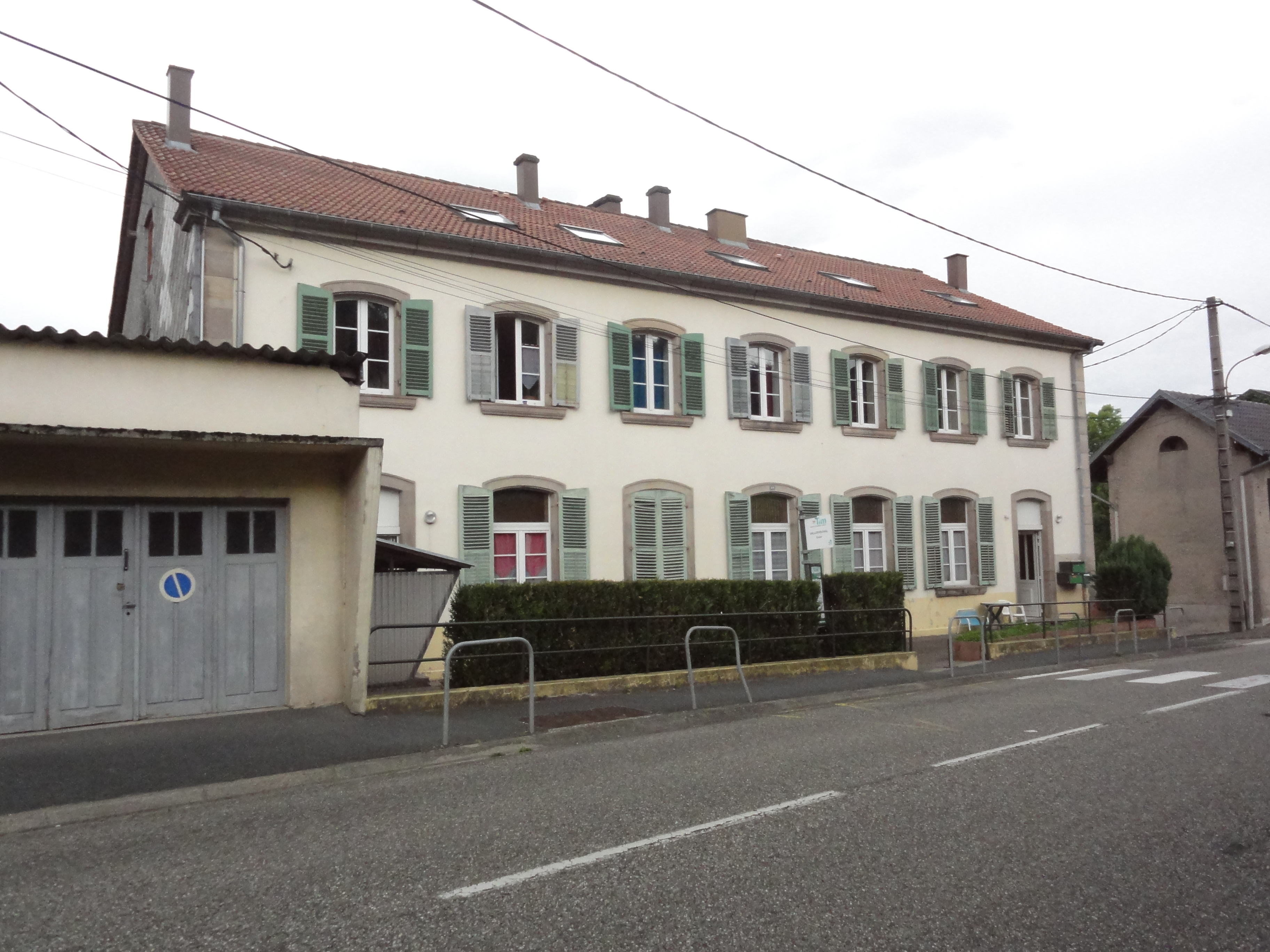
Schule in Vallérysthal
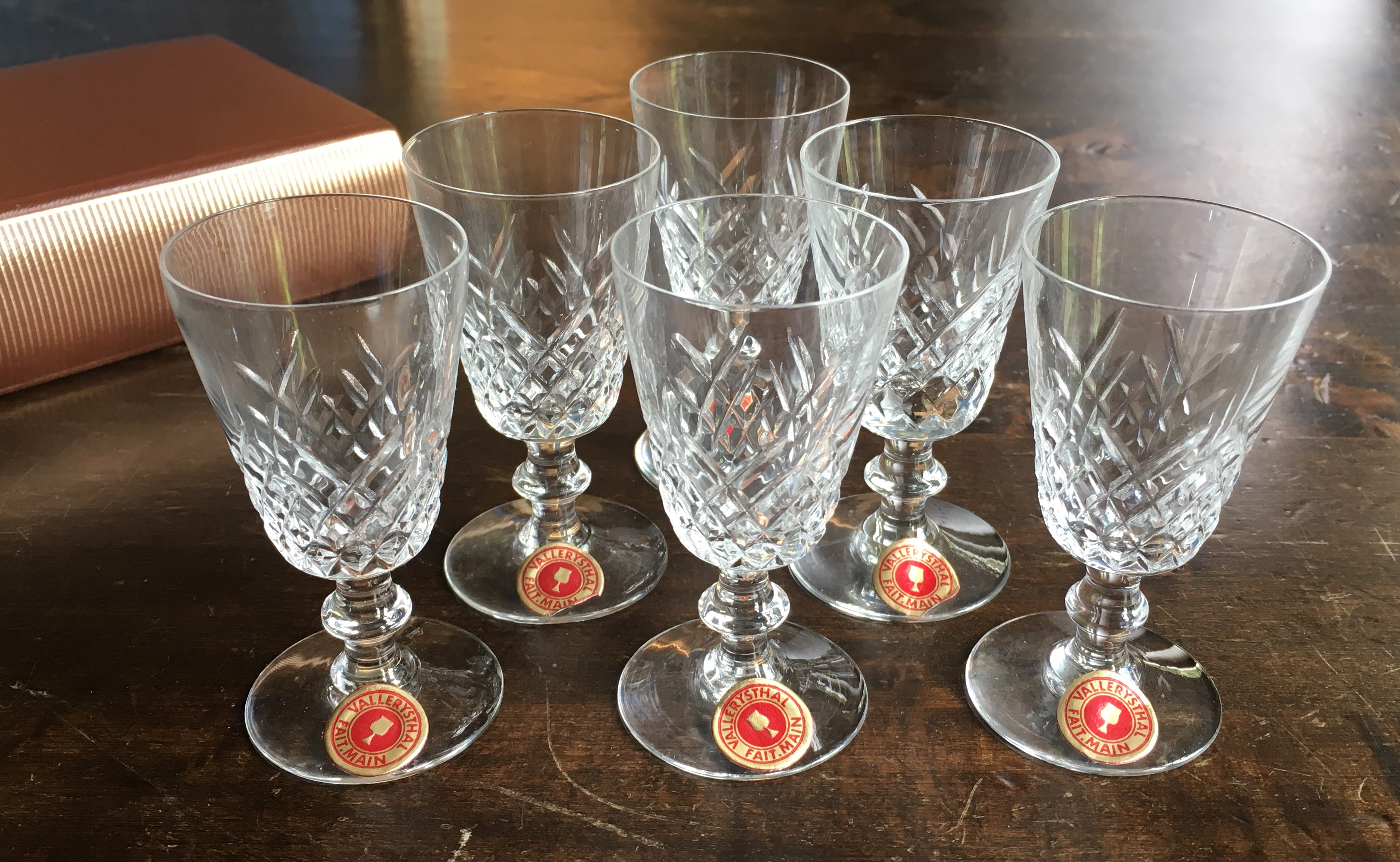
Gläser aus Troidfontaines-Vallérysthal